# Per Olaf Olsen
Peter „Per” Olaf Olsen (ur. 13 maja 1871 w Drammen, zm. 18 marca 1919 w Nordstrand) – norweski strzelec, olimpijczyk. Brat Antona.
Uczestnik Letnich Igrzysk Olimpijskich 1908, na których wystartował w jednej konkurencji. Zajął 27. miejsce w karabinie dowolnym w trzech postawach z 300 m (wśród 51 strzelców).
Jego młodszy brat Anton Olsen również był strzelcem, medalistą olimpijskim z igrzysk olimpijskich w 1920 w Antwerpii

## Wyniki

### Igrzyska olimpijskie
| Igrzyska    | Konkurencja                          | Wynik                  | Miejsce | Źródło |
| ----------- | ------------------------------------ | ---------------------- | ------- | ------ |
| Londyn 1908 | Karabin dowolny, trzy postawy, 300 m | 752 pkt. (293–237–222) | 27      | [ 1 ]  |